# Holekalciferol
Hólekalciferól ali vitamín D3 je vrsta vitamina D – predstopnja 25-hidroksiholekalciferola, ki nastane v koži iz 7-dehidroholesterola pod vplivom ultravijoličnih žarkov. Nahaja se v določeni hrani, na voljo pa je tudi v prehranskih dopolnilih in kot učinkovina v zdravilih.
Holekalciferol se dodatno vnaša v telo za preprečevanje in zdravljenje pomanjkanja vitamina D, vključno z rahitisom. Uporablja se tudi pri zdravljenju družinske hipofosfatemije, hipoparatiroidizma, ki ga povzroča nizka raven kalcija v krvi, in fanconijevega sindroma. Uporablja se peroralno.
Preveliko odmerjanje holekalciferola lahko povzroči bruhanje, zaprtje, telesno oslabelost in zmedenost. Povečano je tudi tveganje za nastanek ledvičnih kamnov. V normalnih odmerkih je njegova uporaba med nosečnostjo varna. Pri bolnikih s hudo ledvično boleznijo je lahko njegova uporaba neučinkovita. V telesu se pretvori v 1,25-dihidroksivitamin D, ki povečuje absorpcijo kalcija iz prebavil.  Med živila, ki vsebujejo holekalciferol, spadajo ribe, siri in jajca. V nekaterih državah ga dodajajo določenim živilom, na primer mleku.
Holecalciferol so prvič opisali leta 1936. Uvrščen je na seznam osnovnih zdravil Svetovne zdravstvene organizacije, torej med najpomembnejša učinkovita in varna zdravila, potrebna za normalno zagotavljanje zdravstvene oskrbe.

## Medicinska uporaba

### Pomanjkanje vitamina D
1 gram predstavlja 40.000.000 (40x106) i. e., kar pomeni, da 1 i. e. ustreza 0,025 µg.
Priporočeni dnevni vnos se med državami razlikuje::
- v ZDA: 15 µg/d (600 i. e. na dan) za vse posameznike (moške, ženske, nosečnice in doječe matere) med 1. in 70. letom starosti. Za starostnike, stare več kot 70 let, se priporoča dnevni vnos 20 µg/d (800 i. e.).[12]
- v EU: 20 µg/d (800 i. e. na dan)
- v Franciji: 25 µg/d (1000 i. e. na dan)

Obstaja dvom, da trenutno priporočene dnevne količine niso zadostne glede na fiziološke potrebe. Posamezniki, ki niso redno izpostavljeni sončni svetlobi, so predebeli ali imajo temnejšo pot, imajo nižje krvne ravni holekalciferola in potrebujejo večji dnevni vnos. 
Glede na priporočila ameriške organizacije The Institute of Medicine iz leta 2010 je najvišji priporočeni dnevni vnos 4.000 i. e./dan, pri čemer se neželeni učinki pojavijo šele pri vnosu 40.000 i. e./dnevno v trajanju vsaj 12 tednov. Doslej so poročali le o enem primeru toksičnosti pri dnevnem vnosu 10.000 i. e., pri čemer je tak odmerek prizadeti posameznik užival vsaj 7 let. Bolniki s hudim pomanjkanjem vitamina D potrebujejo na začetku višji, tako imenovani polnilni odmerek holekalciferola; polnilni odmerek se izračuna glede na serumsko koncentracijo 25-hidroksivitamina D v bolnikovi krvi ter glede na njegovo telesno maso.
Pri zdravljenju rahitisa se v Evropi uporablja tudi enkratni visoki odmerek od 300.000 i. e. (7,500 µg) do 500.000 IU (12,500 µg = 12.5 mg); lahko tudi razdeljen v dva ali štiri odmerke.
Podatki o absorpciji holekaciferola (vitamina D3) v primerjavi z ergokalciferolom (vitaminom (D2) so si nasprotujoči. Nekatere raziskave kažejo manjšo absorpcijo ergokalciferola, druge pa razlike ne ugotavljajo. Trenutno pogosto veljajo isti priporočeni odmerki za obe obliki vitamina D, vendar so potrebne nadaljnje raziskave.

### Druge bolezni
V metaanalizi iz leta 2007 so ugotovili, da lahko dnevni vnos holekalciferola v odmerkih od 1.000 do 2.000 i. e. zmanjša pojavnost raka debelega črevesa pri posameznikih, ki imajo nasploh majhno tveganje zanj. Tudi študija iz leta 2008, ki so jo opravili na miših, so ugotovili, da lahko dodatek holekalciferola in kalcija k prehrani zmanjša tveganje za to obliko raka. Dnevni vnos v odmerkih 400 i. e. na dan pri ljudeh nima varovalnega učinka.
Dodajanje holekalciferola k prehrani z namenom zmanjševanja tveganja za pojav raka se ne priporoča, saj je priporočeni učinek zelo majhen. Čeravno obstaja znatna povezava med nizkimi ravnmi holekalciferola v krvi in višjim tveganjem za pojav različnih vrst raka, multiple skleroze, tuberkuloze, bolezni srca in sladkorne bolezni, velja, da vnašanje dodatnih količin vitamina s prehranskimi dopolnili ne prinaša koristi.

## Mehanizem delovanja
Holekalciferol je sekosteroid, torej steroid z enim odprtim obročem v strukturi. Holekalciferol sam po sebi je neaktiven; v telesu se pretvori v aktivno obliko (kalcitriol) s pomočjo dveh korakov hidroksilacije. Prva poteče v jetrih, druga pa v ledvicah. Kalcitriol deluje preko receptorja za vitamin D, ki je jedrni receptor, ki uravnava sintezo več sto encimov in je prisoten praktično v vseh celicah telesa.

## Sinteza
Holekalciferol je ena od petih oblik vitamina D.
7-dehidroholesterol je predhodnik holekalciferola. V kožni povrhnjici se v molekuli 7-dehidroholesterola pod vplivom ultravijolične svetlobe in posledične elektrociklične reakcije odpre obroč B. Nastane preholekalciferol, ki se nadalje pretvori v vitamin D3. Koža je zelo bogat vir 7-dehidroholesterola. Če je izpostavljena UV-žarkom, se le-ta
pretvori v preholekalciferol v celotni povrhnjici.  Sončna svetloba navadno pretvori okrog 15 % razpoložljivega 7-dehidroholesterola v previtamin D3, do tega pride približno 30 minut po obsevanju. Daljši čas obsevanja ne povečuje koncentracije previtamina D3. Primeri, da bi prišlo do hipervitaminoze D zaradi intenzivne izpostavljenosti sončni svetlobi, niso znani. Vitamin D3, ki je nastal v koži, se veže na vitamin vežočo beljakovino (angl.: vitamin D binding protein, DBP) in vstopa v obtok.
Holekalciferol se nato hidroksilira v jetrih, pri čemer nastane kalcifediol (25-hidroksivitamin D3). Kalcifediol pa se nadalje hidroksilira v ledvicah v  kalcitriol (1,25-dihidroksivitamin D3) oziroma aktivni vitamin D3.

## Pomanjkanje vitamina D
Pri otrocih se pomanjkanje vitamina D odraža z razvojem rahitisa, pri odraslih pa z osteomalacijo (mehkost kosti zaradi premajhne količine mineralnih soli), v obeh primerih pa gre za prenizko mineralizacijo kosti. Nizki prehranski vnos vitamina D je svetovni javnozdravstveni problem,
kar so pokazale tudi študije v Sloveniji pri mladostnikih, ki povprečno zaužijejo dnevno 60% priporočenega vnosa in pri nižji predšolskih otrocih, pri katerih je vnos še manjši (21 % priporočenega dnevnega vnosa). Raziskave o vnosu vitamina D pri odraslih v Sloveniji ni, vendar rezultati iz sosednjih držav kažejo na prenizke vnose tega vitamina tudi pri odraslih.